# Mont-Saint-Jean, Sarthe

Mont-Saint-Jean este o comună în departamentul Sarthe, Franța. În 2009 avea o populație de 659 de locuitori.